# Розіта Соку
Розіта-Марія-Зої Соку (грец. Ροζίτα Σώκου; 9 вересня 1923], Афіни — 14 грудня 2021) — грецька журналістка, письменниця, драматургиня, перекладачка. Одна з перших жінок-журналісток у Греції. Розпочала кар'єру як кінокритикиня у 1946 році.
Французький уряд у (1986 р.) нагородив її медаллю «Chevaler de l 'Ordre des Arts et des Lettres», а Фонд «Боціс» (1988) за внесок у грецьку журналістику.

## Раннє життя
Її батько Георгіос Сокос був журналістом, редактором і драматургом з Айтоліко, який помер у 44 років, перед самою війною. Її мати Тітіка Міхайліду родом із Смірни. Розіта-Марія-Зої народилася в Афінах, Греція, 9 вересня 1923 року. Її дід Фотіс Міхайлідіс був шанувальником кіно і театру і змусив її щодня тиждень переглядати усі фільми та п'єси, і Розіта почала писати рецензії на те, що бачила ще в середній школі. Її дід також був співзасновником грецького виробника макаронних виробів MISKO у 1927 році.
Розіта Соку закінчила школу Arsakeio в Психіко. Під час війни та окупації вона удосконалила французьку мову в Інституті Франсуа при Роджері Мілліекс та англійську мову в Британській раді (Cambridge Diploma of English Studies). Вона відвідувала Державну школу образотворчих мистецтв, яку вона залишила для навчання у художника Яніса Царухіса — який згодом відштовхував її від художництва — а також відвідуваща драматичну школу імені Василя Ротаса з метою загальних знань, працюючи з ніжного віку перекладачкою та викладачкою іноземної мови. Після закінчення німецької окупації та громадянської війни в 1947 році вона відвідувала літній курс з літератури 20 століття в коледжі леді Маргарет Голл в Оксфорді.

## Кінокритикиня
Одна з перших жінок-журналісток у Греції, Розіта Соку розпочала кар'єру як кінокритикиня. Вона входила до групи критиків, які були відомі літературними порівняннями. З 1946 року вона писала у таких газетах, як Врадині, Катімерині, Месімвріні, Етнос, Акрополь, Апогевматині та англомовні Афінські Новини, а також у численних журналах та регулярно відвідувала кінофестивалі у Каннах, Венеції, Берліні, Москві, Таорміні, Х'юстон (Техас), Салоніки, а також «Festival dei Due Mondi» в Сполето, Італія. З 1970-х років вона поширилася на театральну критику та різні інші колонки.
Переїхала в Рим. Після одруження з італійським журналістом та автором Манліо Марадеєм вона жила в Римі, Італія, з 1957 по 1961 рік, але мала труднощі з життям домогосподарки. Її спроби почати нову кар'єру в італійських газетах і журналах, писати італійською мовою, адаптуватися до менталітету італійського суспільства того часу були лише помірно успішними. Потім вона вирішила повернутися жити до Греції разом з дочкою, відновивши роботу в «Катіміріні» (ранковий папір), а також нових «Месімвріні» (вечірня газета) та «Ейконес» (щотижневик) редактора Елени Влахос (іноді також пишеться Влахос).
У 1967 році, після настання воєнної диктатури, Елені Влаху закрила свої ЗМІ, протестуючи проти пригніченої свободи преси, і полетіла до Лондона, де пробула на весь час диктатури. Росіта залишилася без роботи та з маленькою дитиною, щоб забезпечити це. Тим не менше, вона була однією з єдиних двох людей (інший — Фредді Германос), яка відмовилася шити Влахоу і вимагати відшкодування збитків, вимагаючи фінансової компенсації — за це вона зіткнулася з дисциплінарною колегією Спілки журналістів і їй погрожували виключений із Союзу.
Вона стрімко трималася: прийняття підписати позов означало визнати, що позов Влахоу (про те, що в Греції не можна було б представити пресу, гідну її імені), був несуттєвим. Це були важкі роки, в яких вона працювала над редагуванням енциклопедій, перекладом, співпрацею з журналами і, нарешті, закінчилася, у 1969 році, працюючи над газетами «Боціс», «Акрополіс» та (з 1970 р.) «Апогевматині». Там вона поширилася на інші предмети, написавши театральні, балетні та телевізійні рецензії.
Наступного десятиліття, після того, як стала відомою телевізійною персоною, у неї була своя повна сторінка, де щонеділі вона писала про все, що застигло її фантазії. Наприкінці 7-річної диктатури Елені Влахоу повернулася до Греції і знову відкрила «Катімерині», а Росіта спорадично співпрацювала під псевдонімом Ірини Ставроу до 1987 року, коли газета була продана групі Коскотас. Врешті-решт Апогевматині виявив її у 2005 році, після 35 років, як частину політики газети щодо переваги молодих низькооплачуваних журналістів.

## Телебачення
У період 1977—1983 роках Розіта Соку стала знаменитістю в складі групи в телешоу «Na I Efkeria» («Ось ваш шанс», грецька версія «Можливості стукає»). Це були перші дні телебачення, і відгуки глядачів були безпрецедентними.
У 1992–93 роках вона проводила власне телешоу на телеканалі «Нові відвідувачі» на Новому каналі. Вона вітала гостей у власній вітальні та спілкувалася з ними неофіційним способом, чимось безпрецедентним в історії грецького телебачення.

## Переклади
Вона переклала багатьох авторів — Олдоса Хакслі, Інгмара Бергмана, Ісаака Азімова та Станіслава Лема — відображаючи власні смаки та інтереси, а також такі комікси, як серія «Корто-мальтійська» Уго Пратта.
Вона переклала, відредагувала та оновила двотомну «Кіно», енциклопедію Жоржа Шаренсола та багато років була співвідповідачкою за видання іноземних мов програми Афінського фестивалю.

## Театральна діяльність
Починаючи з 1974 року, вона почала більш глибоко займатися театром, написавши п'єсу «Портрет Доріана Грея» (за мотивами новели Оскара Уайльда) та адаптувала «Ленц» Георга Бюхнера до "Театру досліджень Дмитра Потамітіса «. Пізніше, вона переклала „Шок“ Сема Шепарда і „Вид на море“ Едвард Олбі для компанії Йоргос Messalas.
Разом зі своєю дочкою, вона переклала Manjula Падманабхан „s Harvest, який був удостоєний 1-ї премії на Міжнародному конкурсі Онассіса театру в 1998 році і Ануй “ Jesabel s для трупи Jenny Roussea в 1999 році.

## Книги
Її спонукало написати книгу випадковою зустріччю та подальшою десятирічною дружбою з Рудольфом Нуреєвим. Він розпочався з пристрасного розповіді про їхню зустріч та біографії, в книзі „Нуреєва“ (1982), яку майже через 10 років супроводжувала п'єса Quai Voltaire» (1991), натхненна її досвідом на сцені балету — «Quai Voltaire» як адреса паризької квартири Нуреєва.
Після смерті художника Росіта за допомогою дочки значно розширила цю першу роботу в «Нуреєві — як я його знала» (2003), яка не лише оновила зміст першої книги, але й включила щоденні щоденники Росіти. коли вона їздила до Лондона, Парижа та Відня на репетиції та першу постановку його головних творів там: захоплюючий за кадром погляд на людей, відповідальних за ці вистави. Життя покійної грецької артистки балету Анастасіос Віторос надихнула книжечку Анастасіос (1985)

## Освітня діяльність
В останні кілька років викладала театральну історію в драматичній школі «Мелісса», створеній Ельдою Панопулоу, і в Драматичній школі «Піреус Союз».
Не стільки формальна історія, що знайдена в книгах, як її власні закулісні переживання грецького театру та його артистів, з якими вона прожила пліч-о-пліч більше століття.

## Нагороди
Французьким урядом (1986 р.) Вона отримала медаль «Chevaler de l 'Ordre des Arts et des Lettres» та нагороджена Фондом «Боціс» (1988) за внесок у грецьку журналістику.

## Доробок

### Письмові ЗМІ
Газети:
- Oi kairoi (1948—1950)
- Анексартізія (1949)
- Врадіні (1949—1955)
- Новини Афін (1952—1960)
- Катімерині (1953—1957 та 1960—1967, 1974—1987)
- Месімвріні (1961—1965)
- Акрополь (1969-
- Апогевматині (1970—2005)
- Ethnos tis Kyriakis
- Kosmos tou ependyti

Журнали:
- Голлівуд (1946)
- Ейконес (1953—1957 та 1961—1967)
- Еклогі (1955—1961)
- Епікайра (1967)
- Прото (1967—1968)
- Paidi kai Neoi gois
- Тилерама (1984—2005)

А також окремі статті у багатьох інших журналах

### Телевізійні та радіошоу
Радіо:
- «Літої кай керамої» — з Костасом Феррісом
- «Episkeptes tis nichtas» — з різними гостями

Телебачення:
- «Na i efkairia» (Ось ваш шанс) (1977—1983) член колегії
- «Онейра сто фос: Na i efkairia — нова версія» 1997 р. На 5 каналі
- «Oi episkeptes tis nychtas» (Нічні відвідувачі) (1992—1993) Новий канал

А також багато, багато виступів гостей
- Гість «Мусики врядя» (1976)
- «Епітеоризм Врадія» (1984) — 5 серій серії Йоргоса Лазарідіса
- «Proinos kafes» (як гість, раз на тиждень) (1995—1996) канал ANT1

Фільм
- Плюси олова елефтерія (автор Харіс Пападопулос) 1996 рік

### Переклади
Книги та комікси:
- Бергман: Трилогія мовчання (3 сценарії) Ред. Галаксиї
- Бергман: Три сценарії «Дика полуниця», «Сьома печатка» Ред. Галаксиї, передруковані за ред. Гермія, ISBN 960-216-039-X
- Олдус Хакслі: Геній і богиня
- Станіслав Лем: Кіберіада (1979) вид. Kaktos
- Станіслав Лем: Соларіс (1961) ред. Кастаніотис
- Ісаак Асімов: Я, робот під ред. Галаксиї
- Fantastika diighimata (Антологія наукової фантастики) Ред. Галаксиї, 1961
- Пасьянс Chanel la Ed. Галаксиї
- Charensol: Histoire du cinema Ed. Папірос-Лароуз
- Корто Мальтійська (багато назв) для видань Mammouth Comics

Театр:
- Шок — Сем Шепард 1995
- Вид на море — Едвард Альбі, 1996
- Урожай — Манжула Падманабхан (з І. Марадеєм) — 1988 рік
- Єзабель — Жан Ануїль (з І. Марадеєм) — 1999

### Театральні адаптації
- Ленц, з твору Георга Бюхнера
- Портрет Доріана Грея — з новели 1977 року Оскара Уайльда для Димитрія Потамітіса, випущеного також у 2000 році разом із Стратосом Цорцоглуу у головній ролі

### Оригінальні твори
- Понцета — коротке оповідання про SF, вперше опубліковане в журналі «Italia domani» (Рим, 1960) і грецькою мовою в журналі «Ekloghi» № 183 (19-6-1960)
- Нуреєва — про її першу зустріч із відомим танцюристом / хореографом Ед. Kaktos, Афіни, 1982 рік
- Anastassios — профіль покійного балерина Anastasios Vitoros Ed. Кактос, Афіни, 1985 рік
- Нурєєв — як я його знала — розширена версія, повна біографія, у співпраці з Ірен Марадей Ед. Kaktos, Афіни, 2003 ISBN 960-382-503-4
- Quai Voltaire — театральна п'єса Ред. Хатсініколі, Афіни, 1990–91
- Маріо і я, про співака Маріо Франгуліс Ед. Кастаніотис, грудень 2005 року ISBN 960-03-4126-5
- У 2014 працювала над автобіографією «Розита».